# Райок (розвага)

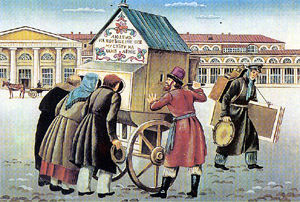
Райок (лубок, XIX в.)

Райо́к (рос. Раёк) — російська народна розвага, народний театр, що складався з невеликого ящика з двома збільшувальними стеклами в передній стінці. Всередині нього переставлялися картинки чи перемотувалася з одного котка на інший паперова стрічка з кустарно виконаними зображеннями різних міст, видатних людей і подій. Демонстратор-райошник пересував картинки і розповідав примовки та приповідки до кожного нового сюжету: наприклад, показуючи турецького султана, демонстратор пояснював, що він «має свій власний диван, але на нього не садиться, бо його сам боїться». Ці картинки часто виконувалися в лубковому стилі, і первісно мали релігійний зміст (зародження жанру пов'язують з «Райським дійством», відомим у Росії ще на початку XVIII ст.) — звідси й назва «райок», але потім набули й іншої, в тому числі політичної, тематики. Плата за перегляд коливалася від 1 до 5 копійок.
Супровідний жартівливий текст до картинок читався демонстратором у специфічній формі — римованій прозі, так званим «райошником» (цим словом називали й самого демонстратора райка).
Райок знайшов відображення і в музичній творчості. Зокрема в цьому жанрі твори писали М. Мусоргський, Д. Шостакович, А. Бондаренко